# Branden i Olof Rudbecks bibliotek
Branden i Olof Rudbecks bibliotek ägde rum under den stora branden i Uppsala 15 maj 1702. Flera av Olof Rudbeck den äldres skrifter förstördes, bland annat fjärde delen av Atlantican. Biblioteket hade inrymts i Uppsala domkyrka, eftersom domen ansågs stöld- och brandsäker. Även stora delar av hans verk, som skulle heta Campus Elysii eller Glysis wald, där alla världens växter skulle avbildas, gick till spillo. Över 7 000 stockar med graverade figurer försvann i lågorna.
Det var resultatet av flera års arbete som bland annat engagerat Olof Rudbecks barn: Olof, Wendela och Johanna Kristina. Verket bestod av tusentals träsnittformar med växtbilder. Träsnitten hade utförts av Jacob Philipp Thelott och två bröder Holtzbom. År 1701 gav Rudbeck ut andra delen av sitt stora verk, som 1702 följdes av den första. Hela arbetet hade då kostat 40 000 daler kopparmynt, motsvarande ett belopp av tjugo gånger en professors lön på denna tid. Hans botaniska trädgård, nuvarande Linnéträdgården, fick även den svåra skador, och eftersom universitetet inte ansåg sig ha råd att återställa den, låg den under en period för fäfot.
Olof Rudbeck lär själv ha deltagit i släckningsarbetet, 72 år gammal. Det tärde på hans hälsa, och han avled under hösten detta år. 
År 1878 påträffade Linnéforskaren Johan Erik Evald Ährling i biblioteket vid Lövstabruk i Uppland, det som fanns kvar av storverket Campus elysii. Det var förlagor till de utförda och planerade träsnitten samlade i elva folianter (den första av de ursprungliga tolv hade gått förlorad), med något över 6 200 avbildade växtformer. Ursprungligen planerade Rudbeck elva tusen. Teckningarna är gjorda efter levande eller torkade original, i naturlig storlek och med sina färger.